# Anna van Otterbeek Bastiaans
Anna van Otterbeek Bastiaans (Deventer, 3 december 1876 - Den Haag, 30 juli 1962) was een Nederlands zangeres. Haar stembereik was alt.
Ze werd geboren in het koopmansgezin van Rudolf Abraham van Otterbeek Bastiaans en Christina van Calcar. Hij is daarbij een neef (oomzegger) van musicus Johannes Gijsbertus Bastiaans. Zijzelf huwde in 1906 Martinus Hijmans, van wie ze in 1940 scheidde. 
Ze kreeg haar muzikale opleiding van Anna Blauw en Arnold Spoel aan het Haags Conservatorium. Vervolgens mocht ze gaan studeren in Berlijn. Met name in de jaren 1902-1906 was zij gevierd zangeres. Het Algemeen Handelsblad karakteriseerde haar op 27 april 1903 als een zangeres met een sonore, mooiklinkende altstem. In 1904 zong ze mee in de première van de opera Wanda van Johan Wilhelm Wensink. Ze was veelvuldig met liederen te horen in concertzaal Diligentia in Den Haag. Na haar huwelijk trok zij zich terug uit de muziekwereld.